# Steck (Patrizierfamilie)

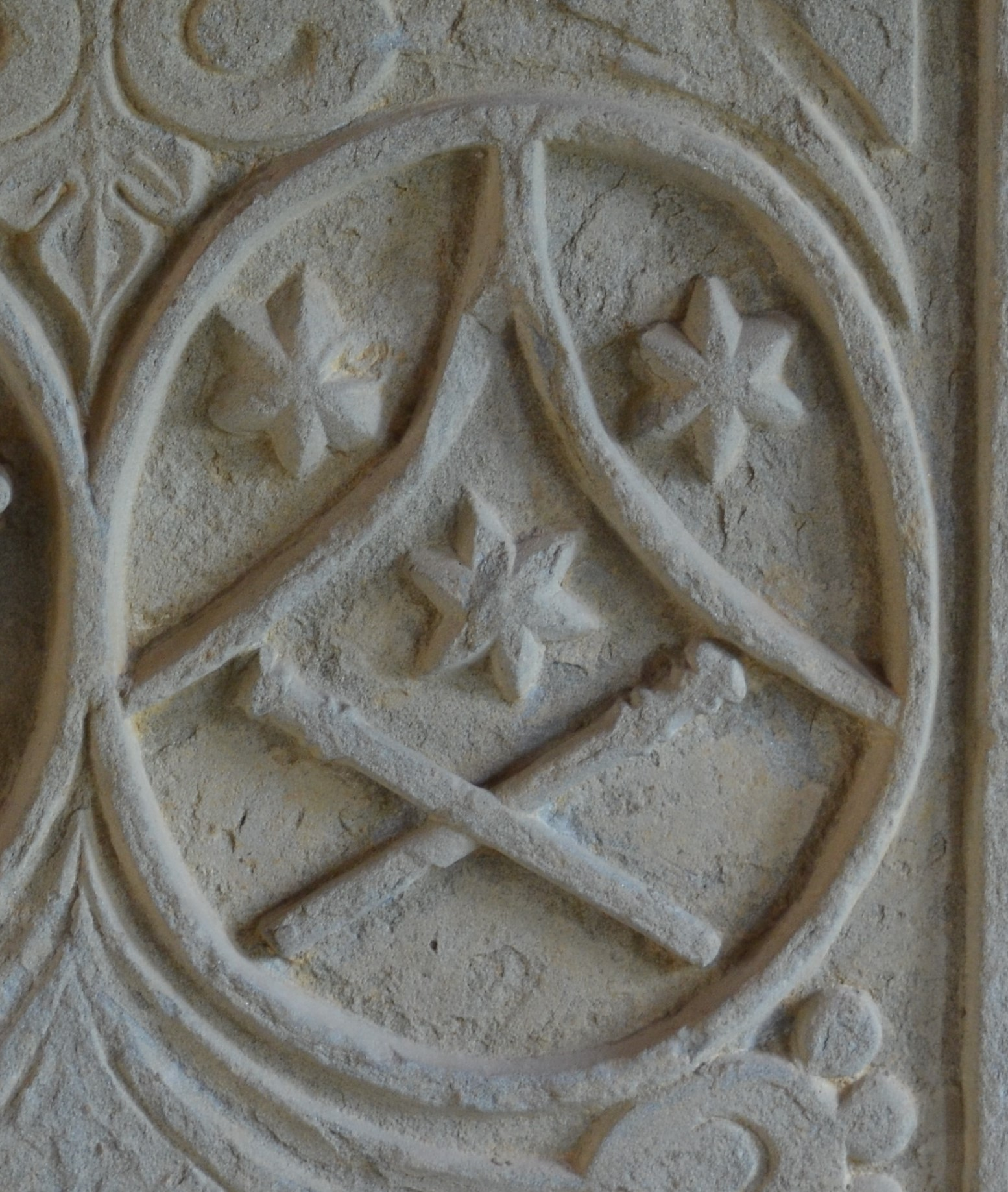
Wappen Steck (1718) in der Kirche Zimmerwald

Die Familie Steck ist eine ursprünglich aus Ulm stammende, in Basel eingewanderte Familie, die daraufhin in Bern ansässig wurde.

## Geschichte
Die Familie Steck erlangte 1461 das Bürgerrecht von Basel und kam 1501 mit einem Meister der Zunft zu Gerbern in den Grossen Rat. Seit 1617 besitzt sie das Burgerrecht der Stadt Bern, wo sie 1622 in den Grossen Rat gelangte. Damit gehörte sie zu den regimentsfähigen Geschlechtern von Bern. In seiner Machtvollkommenheit der landesherrlichen Stellung bestätigte der Grosse Rat von Bern 1744, 1761 und 1783 seinen Mitgliederfamilien bzw. allen regimentsfähigen Geschlechtern die Adelseigenschaft und erlaubte ihnen, Adelsprädikate zu führen, bzw. 1783, dem Familiennamen das „von“ voranzustellen. Die regimentsfähigen Geschlechter machten davon innerhalb Berns jedoch fast ausnahmslos, und wenn, erst im Laufe des 19. Jahrhunderts, keinen Gebrauch, und auch die Steck nutzten dieses ihnen rechtlich zustehende Privileg nicht. Allerdings hatte bereits 1672 Johannes Steck († 1690), Landvogt zu Interlaken, einen Stammbaum aufgezeichnet, wonach die Familie vom ritterbürtigen Adelsgeschlecht von Steck, das bereits im 12. Jahrhundert auf dem Gebiet des Herzogtum Cleve erscheint und später in Westfalen verbreitet war, abstamme. 1730 liess sich der in holländischen Kriegsdiensten stehende Johann Friedrich Steck (1704–1737) diese Herkunftslegende von einem Angehörigen des alten clevisch-westfälischen Adelsgeschlechts in einem Brief bestätigen. Diese Herkunft wird auch vom aktuellen Verzeichnis der Burgerschaft der Stadt Bern wiedergegeben («urspr. aus Brabant»).
Angehörige des Familienzweigs zu Mittellöwen besassen (oder besitzen) das Schlössli Zimmerwald und das Schloss Allmendingen, sieben Angehörige bekleideten das Amt des Stubenmeisters zu Mittellöwen.
Der Familienzweig, der um 1640 zu der Gesellschaft zu Webern übertrat, wurde nicht zum Patriziat gezählt. Gegenwärtig gehört der Notar und Anwalt Marcel Steck als amtierender Seckelmeister dem Zunftrat zu Webern an.
Heute lebt nur noch ein Teil der Steck Familie in Bayern.

## Personen
- Augustin Steck, 1554 Reichsvogt, 1569 Ratsherr der Zunft zu Gärtnern, zu Basel[8]
- Mathäus Steck (1538–1585), Schaffner im Gnadental (Basel)

Zweig Mittellöwen
- Johann Steck (1582–1628), Professor der Philosophie in Lausanne und Genf, Burger der Stadt Bern 1617, Generalkomissär der welschen Lande 1617, Mitglied des Grossen Rats 1622
- Johann Rudolf Steck (1772–1805), Kanzleisubstitut, Sekretär des Helvetischen Direktoriums 1798, Verhörrichter
- Marie-Aimée Steck (1776–1821), Schriftstellerin
- Johann Rudolf Julius Steck (1842–1924), Pfarrer in Dresden, Professor in Bern, Dr. phil., Stadtrat
- Johann Rudolf Gerhard Steck (1879–1952), Fürsprecher, Besitzer Schloss Allmendingen 1929
- Albert Steck (1843–1899), Fürsprecher, Grossrat, Mitgründer der Sozialdemokratischen Partei der Schweiz
- Leo Steck (1883–1960), Maler, Glasmaler, Schriftsteller

Zweig Webern
- Johann Rudolf Steck (1660–1729), Färber, Waagmeister 1704
- Samuel Steck (1695–1761), Tuchscherer, Mushafenkoch
- Fritz Werner Steck (1893–1977), Tierarzt, Professor in Praetoria und Bern
- Roger Steck (1929–2015), Notar, Schriftsteller

## Wappen
| Wappen von | Blasonierung: „(Zweig Mittellöwen) In Schwarz, begleitet von zwei goldenen Sternen eine eingebogene goldene Spitze, darin zwei schräg gekreuzte schwarze Pilgerstäbe (Stecken), überhöht von einem schwarzen Stern. Auf dem Helm mit schwarz-goldenen Decken ein wachsender Mann mit abflatternder Stirnbinde, auf dessen Brust sich das Schildbild wiederholt, allerdings ohne die Stecken, welche er jedoch gekreuzt über den Kopf hält.“ |
| Wappen von | Wappenbegründung: Das Wappen ist seit 1501 im Basler Buch der Zunft zu Schmieden belegt. Daneben sind im Berner Wappenbuch von 1932 mehrere Varianten dokumentiert. Der Zweig zu Webern führt nach einer Zeichnung vom Glasmaleratelier Röttinger von 1942 eine andere Helmzier, nämlich drei Straußenfedern. |